# Mattia Caldara
Mattia Caldara (ur. 5 maja 1994 w Bergamo) – włoski piłkarz, występujący na pozycji obrońcy. Dwukrotny reprezentant Włoch.

## Kariera klubowa
Mattia Caldara karierę rozpoczął w Atalancie BC, gdzie do kadry pierwszego zespołu został włączony w sezonie 2013/2014. 18 maja 2014 zadebiutował w seniorskiej drużynie przegranym 1:2 meczem Serie A przeciwko Catanii. Caldara w przerwie zmienił Davide Brivio. Następnie wypożyczany był do drugoligowych Trapani Calcio i AC Cesena. Od początku sezonu 2016/2017 jest podstawowym graczem Atalanty. 26 października 2016 zdobył pierwszego gola w Serie A głową wykorzystując dośrodkowanie Remo Freulera w meczu z Pescarą. 12 stycznia 2017 Caldara podpisał czteroipółletni kontrakt z Juventusem. Stara Dama zapłaciła za niego 15 milionów euro, ale po wypełnieniu przez kluby i gracza konkretnych wymogów, suma ta może wzrosnąć do 25 milionów euro. Jeszcze tego samego dnia zawodnik został bezpłatnie wypożyczony do Atalanty BC na 18 miesięcy.

## Kariera reprezentacyjna
Dobrymi występami w Cesenie Caldara zwrócił uwagę Luigiego Di Biagio, który w lutym 2016 powołał go do młodzieżowej reprezentacji Włoch. Caldara w kadrze do lat 21 zadebiutował 24 marca 2016 w meczu z Irlandią.

## Statystyki kariery
| Sezon   | Klub           | Kraj   | Rozgrywki | Mecze | Bramki |
| ------- | -------------- | ------ | --------- | ----- | ------ |
| 2013/14 | Atalanta BC    | Włochy | Serie A   | 1     | 0      |
| 2014/15 | Trapani Calcio | Włochy | Serie B   | 21    | 2      |
| 2015/16 | AC Cesena      | Włochy | Serie B   | 27    | 3      |
| 2016/17 | Atalanta BC    | Włochy | Serie A   | 30    | 7      |
| 2017/18 | Atalanta BC    | Włochy | Serie A   | 24    | 3      |

Stan na  28 lipca 2018 r.